# Антофиллит
Антофиллит (лат. Anthophyllite — буквально «гвоздика») типичный метаморфогенный минерал, силикат магния и железа, ленточной структуры из надгруппы амфиболовщелочного строения. Своё название минерал антофиллит получил за характерный гвоздично-коричневый цвет. Разновидность антофиллита содержащая алюминий получила название жедрит, по названию населённого пункта Жедре во Франции, близ которого этот минерал был впервые обнаружен и описан.

## Физико-химические свойства антофиллита

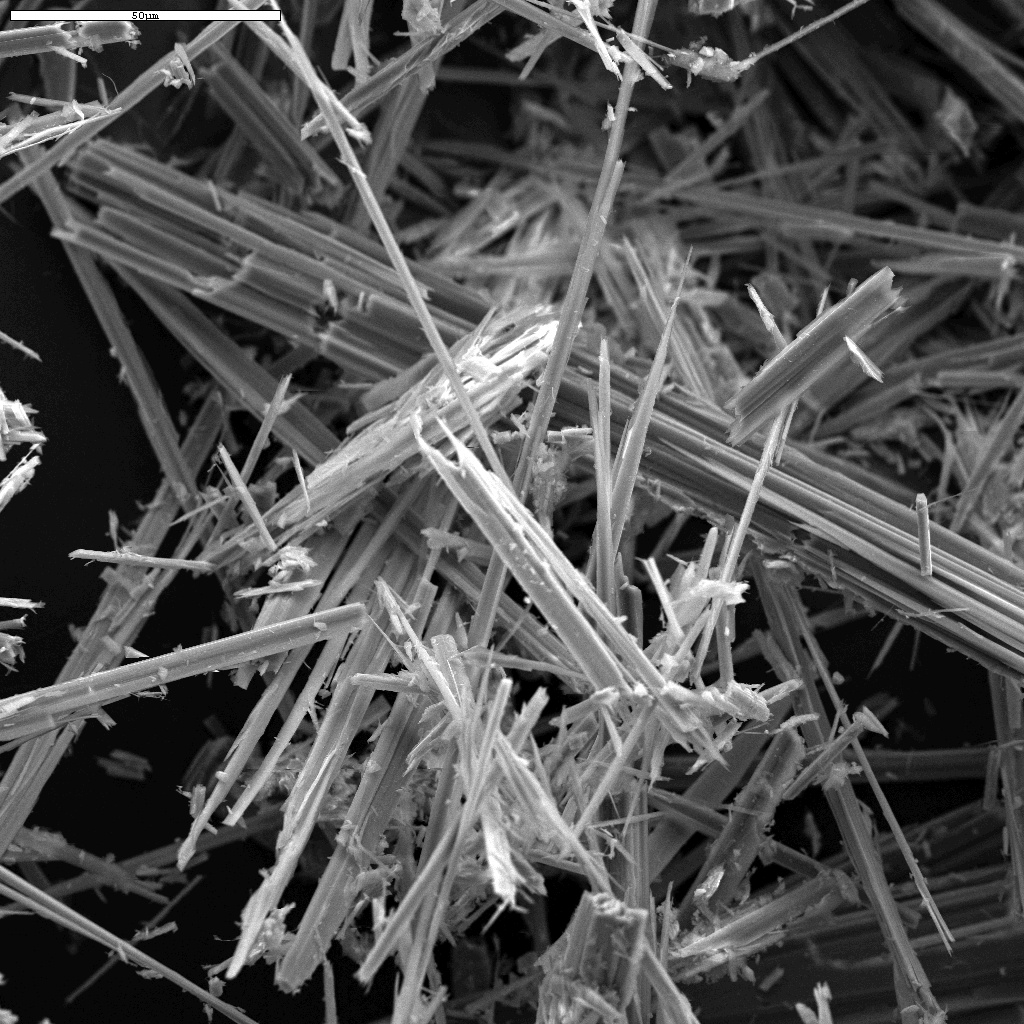
Вид кристаллической структуры антофиллита под электронным микроскопом

- Химическая формула: (Mg,Fe)7(OH)2[Si8O22].
- Состав антофиллита : MgO — 31,02 %; FeO — 8,27 %; SiO2 — 59,23 %; Н2О — 1,31 %.
- Плотность: 2,9-3,4.
- Твердость 6,0-6,5.
- Сингония минерала — ромбическая.

Согласно Энциклопедическому словарю Брокгауза и Ефрона: «Встречается в виде длинных лучистых агрегатов. Цвет коричневый, с металлическим отливом. В ряду пироксенов антофелит соответствует ромбическому пироксену — бронзиту. Главнейшие месторождения: Конгсберг в Норвегии, Гренландия, а также Шнееберг в Тироле». Антофиллит довольно широко распространён: помимо этого его добывают на всех обитаемых континентах. Его залежи есть в Российской Федерации и ряде стран СНГ, например на Украине (в некоторых кристаллических сланцах как породообразующий минерал).
Кристаллы антофиллита удлиненны по оси. Цвет буровато-или желтовато-серый, буровато-зеленый с характерным стеклянным блеском.
При нагревании свыше 400 °С антофиллит переходит в моноклинную модификацию, которая отвечает купфериту, при дальнейшем нагревании до температуры около тысячи градусов минерал переходит в энстатит.

## Применение
- Антофиллит обладает достаточной твёрдостью для того, чтобы изготавливать из него ювелирные изделия[источник не указан 5260 дней].